# Yến Hoàng
Yến Hoàng (sinh ngày 8 tháng 3 năm 1997) là một vận động viên đua xe lăn người Mỹ gốc Việt. Cô đã giành được hai huy chương tại Đại hội Thể thao Người khuyết tật Liên châu Mỹ 2019, về thứ nhì cuộc thi Marathon Chicago và thứ ba Marathon Boston năm 2021, đồng thời tranh tài ở Thế vận hội Người khuyết tật mùa hè 2020.

## Tiểu sử
Yến Hoàng sinh ngày 8 tháng 3 năm 1997 tại Thành phố Hồ Chí Minh, sau đó cùng gia đình sang Mỹ định cư vào năm 3 tuổi. Yến được chuẩn đoán mắc hội chứng chùm đuôi ngựa và phải ngồi xe lăn từ năm 4 tuổi. Cô bắt đầu chơi môn bóng rổ xe lăn ở trường trung học cơ sở, và sau đó tập trung vào bộ môn điền kinh trong năm đầu tiên tại trường trung học Evergreen ở Vancouver, Washington. Cô đã chơi bóng rổ xe lăn ở cấp độ trẻ quốc gia. Yến theo học tại Đại học Illinois Urbana-Champaign với học bổng thể thao, tốt nghiệp ngành kinh doanh và kế toán vào năm 2019. Ngoài vận động viên đua xe lăn, Yến còn làm việc cho KPMG.

## Sự nghiệp
Năm 2012, Yến đã giành chiến thắng trong cuộc đua xe lăn 3.200 mét tại cuộc thi cấp quận. Năm 2014, cô giành chiến thắng ở nội dung 800 mét và 3.200 mét tại cuộc thi Tiger Invitational. Yến đã thi đấu ở bốn nội dung tại Đại hội Thể thao Người khuyết tật Liên châu Mỹ 2015 và cả tại Giải vô địch thế giới điền kinh IPC 2015. Trong Đại hội Thể thao Khuyết tật Liên châu Mỹ 2019, Yến giành chiến thắng ở nội dung 800 mét T53 và về nhì ở nội dung 400 mét T53. Cô cũng về thứ tư trong trận chung kết nội dung 100 mét T53 tại Thế vận hội. Yến là người phụ nữ về đích nhanh thứ hai tại Cuộc thi Marathon ảo Thành phố New York 2020, chỉ sau Susannah Scaroni.
Năm 2021, Yến Hoàng về thứ ba trong cuộc đua xe lăn New York Mini 10K. Tại Paralympic Mùa hè 2020, cô về thứ tám trong trận chung kết 800 mét T53, đồng thời lập thành tích cá nhân trong trận bán kết của nội dung. Cô cũng thi đấu ở các nội dung 100 mét T53, 400 mét T53 và 1500 mét T53. Yến đã về nhì trong cuộc đua xe lăn nữ tại Chicago Marathon 2021. Đây là cuộc thi Marathon Chicago thứ ba của cô, trước đó cô đã về đích thứ 7 và 12 trong sự kiện này. Ngày hôm sau, cô về thứ ba trong cuộc đua xe lăn dành cho nữ tại Marathon Boston 2021.